# NIO EC6
La NIO EC6 è un'autovettura elettrica prodotta dalla casa automobilistica cinese NIO a partire dal 2020.

## Descrizione
Presentato alla fine di dicembre 2019 durante un evento stampa chiamato NIO Day, è un crossover SUV a 5 porte e 5 posti con la parte posteriore del tetto molto inclinata, in stile fastback.
Realizzata sulla base della ES6, adotta una batteria differente e più capiente da 100 kWh. Sono disponibili due motorizzazioni: la meno potente genera 320 kW (429 CV), con un tempo nello 0-100 km/h marcato in 5,6 secondi. Questa versione utilizza due motori a magneti permanenti uguali da 160 kW (218 CV) ciascuno  posti uno nella parte anteriore e altro in quella posteriore. La versione più potente da 400 kW (536 CV), accelerare nello 0-100 km/h in 4,7 secondi. Questa versione utilizza un motore a magneti permanenti sincrono all'avantreno da 160 kW (218 CV) e un motore a induzione asincrono al retrotreno da 240 kW (326 CV).
La vettura è disponibile con due tagli del pacco batteria agli ioni di litio da 70 o 100 kWh.